# Grand Prix de Prague
Ne doit pas être confondu avec Marathon de Prague ou Semi-marathon de Prague.
Le Grand Prix de Prague est une épreuve de course à pied sur route de 10 kilomètres se déroulant tous les ans, au mois de septembre, dans les rues de Prague, en République tchèque. Créée en 1996, elle fait partie du circuit international des IAAF Road Race Label Events, dans la catégorie des « Labels d'or ».

## Palmarès
| Année | Homme             | Pays     | Temps       | Femme               | Pays     | Temps            |
| ----- | ----------------- | -------- | ----------- | ------------------- | -------- | ---------------- |
| 2007  | Wilfred Taragon   | Kenya    | 28 min 26 s | Irene Kwambai       | Kenya    | 15 min 46 s      |
| 2008  | Vitaliy Rybak     | Ukraine  | 29 min 27 s | Anikó Kálovics      | Hongrie  | 15 min 27 s      |
| 2009  | Dickson Marwa     | Tanzanie | 28 min 24 s | Gladys Otero        | Kenya    | 15 min 45 s      |
| 2010  | Mourad Marofit    | Maroc    | 28 min 27 s | Zakia Mrisho        | Tanzanie | 15 min 41 s      |
| 2011  | Philemon Limo     | Kenya    | 27 min 34 s | Priscah Cherono     | Kenya    | 15 min 32 s      |
| 2012  | Henry Kiplagat    | Kenya    | 27 min 51 s | Tadelech Bekele     | Éthiopie | 15 min 48 s      |
| 2013  | Daniel Chebii     | Kenya    | 27 min 35 s | Josephine Chepkoech | Kenya    | 32 min 00 s      |
| 2014  | Geoffrey Ronoh    | Kenya    | 27 min 28 s | Correti Jepkoech    | Kenya    | 31 min 05 s      |
| 2015  | Daniel Chebii     | Kenya    | 27 min 42 s | Peres Jepchirchir   | Kenya    | 30 min 55 s      |
| 2016  | Abraham Kipyatich | Kenya    | 27 min 40 s | Viola Jepchumba     | Kenya    | 30 min 24 s      |
| 2017  | Benard Kimeli     | Kenya    | 27 min 10 s | Joyciline Jepkosgei | Kenya    | 29 min 43 s (RM) |
| 2018  | Rhonex Kipruto    | Kenya    | 26 min 46 s | Caroline Kipkirui   | Kenya    | 30 min 19 s      |
| 2019  | Geoffrey Koech    | Kenya    | 27 min 02 s | Sheila Chepkirui    | Kenya    | 29 min 57 s      |
| 2022  | Hicham Amghar     | Maroc    | 27 min 24 s | Irene Cheptai       | Kenya    | 30 min 16 s      |
| 2023  | Tadese Worku      | Éthiopie | 27 min 35 s | Janeth Chepngetich  | Kenya    | 30 min 21 s      |
| 2022  | Dennis Kitiyo     | Kenya    | 27 min 17 s | Diana Chepkorir     | Kenya    | 30 min 12 s      |

 Record de l'épreuve